# Samuel Mugisha
Pour les articles homonymes, voir Mugisha.
Samuel Mugisha, né le 5 décembre 1997 à Mukamira (it), est un coureur cycliste rwandais, membre de l'équipe ProTouch. Il a notamment remporté le Tour du Rwanda en 2018.

## Biographie
Samuel Mugisha est issu d'une famille de la localité de Mukamira, dans la Province de l'Ouest. Il a quatre frères et cinq sœurs. Durant son enfance, il étudie à l'école primaire de Kazuba, dans son quartier d'origine, et joue au football, où il se révèle être un bon gardien. 
À 16 ans, il se prend de passion pour le cyclisme, après avoir assisté à une étape du Tour du Rwanda 2013, en spectateur. Malgré l’opposition de ses parents, il abandonne l'école et commence à pratiquer ce sport. À l'entrainement, il partage ses sorties avec Innocent Uwamungu, un ancien coureur du Team Rwanda, ou Jean Ruberwa, un ami d'enfance qui sera son futur coéquipier. 
Lors d'une sortie, il est repéré par Jonathan Boyer, entraîneur de l'équipe nationale du Rwanda. Celui-ci l'envoie effectuer une série de tests au centre de formation de l'Africa Rising Cycling Center, après quoi il est pris sous la direction de Felix Sempoma, coach et directeur du Club Bénédiction de Rubavu,. En 2015, il est sélectionné en équipe du Rwanda pour sa première grande course, les championnats d'Afrique juniors. À Wartburg, il se classe huitième du contre-la-montre et quatorzième de la course en ligne. 
En 2016, il est régulièrement sélectionné en équipe du Rwanda, notamment pour le Tour de Colombie et la RideLondon-Surrey Classic. Au mois de mars, il obtient son premier résultat significatif en terminant treizième du Tour international de Sétif. En septembre, il s'impose sur la deuxième édition du Tour de Paix de Goma, une compétition nationale congolaise. En octobre, il se classe 4e et 7e d'étapes du Grand Prix Chantal Biya, au Cameroun. Toujours à l'automne, il se distingue en remportant le classement de la montagne du Tour du Rwanda, et ce pour sa première participation à l'épreuve, à 19 ans. Après cette performance, il est repéré puis recruté par l'équipe continentale Dimension Data-Qhubeka, réserve de la formation WorldTour Dimension Data.
En 2018, il se rend au Cameroun pour participer au Tour de l'Espoir, compétition inaugurale de la Coupe des Nations espoirs. Sous le maillot du Rwanda, il s'impose sur la troisième étape, après une échappée menée avec son compatriote Joseph Areruya, qui s'empare du maillot jaune. En été, il est sacré meilleur grimpeur du Tour de la Vallée d'Aoste, une compétition réputée pour les coureurs de moins de 23 ans. De retour à domicile, il devient le plus jeune coureur de l'histoire à remporter le Tour du Rwanda, à 20 ans,.
Fin 2019, n'étant pas conservé par Dimension Data-Qhubeka, il signe en France au club La Roche-sur-Yon Vendée Cyclisme, candidat à la division nationale 2,. En octobre 2021, il signe avec l'équipe sud-africaine ProTouch. Alors qu'il devait participer à la Maryland Cycling Classic le 4 septembre 2022, il disparaît peu de temps après son atterrissage aux États-Unis.

## Palmarès
- 2016
  - Tour de Paix de Goma
- 2017
  -  Médaillé de bronze du championnat d'Afrique du contre-la-montre par équipes
- 2018
  - 3e étape du Tour de l'Espoir
  - Tour du Rwanda :
    - Classement général
    - 2e étape
- 2019
  -  Champion du Rwanda du contre-la-montre espoirs
  - Mémorial Lambert Byemayire[11]
  - 2e du championnat du Rwanda sur route espoirs
  - 3e du championnat du Rwanda du contre-la-montre
- 2022
  - 2e du championnat du Rwanda du contre-la-montre

## Classements mondiaux
| Année                                 | 2017  | 2018 | 2019 | 2020  | 2021 | 2022 |
| ------------------------------------- | ----- | ---- | ---- | ----- | ---- | ---- |
| Classement mondial                    | 2086e | 982e | 821e | 1672e | nc   | 983e |
| UCI Africa Tour                       | 169e  | 39e  | 43e  | 69e   | nc   | 45e  |
|                                       |       |      |      |       |      |      |
| Légende : nc = non classéSource : UCI |       |      |      |       |      |      |